# Bahnstrecke Malente-Gremsmühlen–Lütjenburg
| Bahnstrecke Bad Malente-Gremsmühlen–Lütjenburg (2017) |                                    |                         |                         |
| Streckennummer (DB): | 1112                               |                         |                         |
| Kursbuchstrecke: | 103a (1934) 114g (1946) 147 (1976) |                         |                         |
| Streckenlänge: | 17,26 km                           |                         |                         |
| Spurweite: | 1435 mm / 600 mm                   |                         |                         |
| Streckenklasse: | C4                                 |                         |                         |
| Streckengeschwindigkeit: | 50 km/h                            |                         |                         |
| |                                    |                         |                         |
| \| \| \| von Lübeck \| \| \| \| 0,00 \| Bad Malente-Gremsmühlen \| Bad Malente-Gremsmühlen \| \| \| \| nach Kiel \| \| \| \| 2,01 \| Malente-Nord \| Malente-Nord \| \| \| 3,89 \| Holsteinische Schweiz \| Holsteinische Schweiz \| \| \| 5,49 \| Bruhnskoppel \| Bruhnskoppel \| \| \| 6,72 \| Malkwitz \| Malkwitz \| \| \| 8,32 \| Benz \| Benz \| \| \| 9,60 \| Flehm \| Flehm \| \| \| 11,15 \| Kletkamp \| Kletkamp \| \| \| 13,00 \| Blekendorf \| Blekendorf \| \| \| 15,20 \| Friederikenthal \| Friederikenthal \| \| \| 16,57 \| Schmiedendorf \| Schmiedendorf \| \| \| \| Kleinbahn von Preetz \| \| \| \| \| ab hier abgebaut \| \| \| \| 17,26 \| Lütjenburg \| Lütjenburg \| |                                    |                         |                         |
| Strecke |                                    | von Lübeck              | von Lübeck              |
| Bahnhof | 0,00                               | Bad Malente-Gremsmühlen | Bad Malente-Gremsmühlen |
| Abzweig ehemals geradeaus und nach links |                                    | nach Kiel               | nach Kiel               |
| Haltepunkt / Haltestelle (Strecke außer Betrieb) | 2,01                               | Malente-Nord            | Malente-Nord            |
| Haltepunkt / Haltestelle (Strecke außer Betrieb) | 3,89                               | Holsteinische Schweiz   | Holsteinische Schweiz   |
| Haltepunkt / Haltestelle (Strecke außer Betrieb) | 5,49                               | Bruhnskoppel            | Bruhnskoppel            |
| Haltepunkt / Haltestelle (Strecke außer Betrieb) | 6,72                               | Malkwitz                | Malkwitz                |
| Bahnhof (Strecke außer Betrieb) | 8,32                               | Benz                    | Benz                    |
| Haltepunkt / Haltestelle (Strecke außer Betrieb) | 9,60                               | Flehm                   | Flehm                   |
| Bahnhof (Strecke außer Betrieb) | 11,15                              | Kletkamp                | Kletkamp                |
| Haltepunkt / Haltestelle (Strecke außer Betrieb) | 13,00                              | Blekendorf              | Blekendorf              |
| Haltepunkt / Haltestelle (Strecke außer Betrieb) | 15,20                              | Friederikenthal         | Friederikenthal         |
| Haltepunkt / Haltestelle (Strecke außer Betrieb) | 16,57                              | Schmiedendorf           | Schmiedendorf           |
| Abzweig geradeaus und von links (Strecke außer Betrieb) |                                    | Kleinbahn von Preetz    | Kleinbahn von Preetz    |
| Kilometer-Wechsel (Strecke außer Betrieb) |                                    | ab hier abgebaut        | ab hier abgebaut        |
| Kopfbahnhof Streckenende (Strecke außer Betrieb) | 17,26                              | Lütjenburg              | Lütjenburg              |

Die Bahnstrecke Bad Malente-Gremsmühlen–Lütjenburg ist eine stillgelegte normalspurige Nebenbahn in Schleswig-Holstein. Betreiber für den Bau war der Kaufmann Janus, der das Hotel Holsteinische Schweiz betrieb, das auch dem gleichnamigen Bahnhof an der Strecke den Namen gab.
Die Strecke hat eine Länge von rund 17 Kilometer. Sie verbindet den Bahnhof Bad Malente-Gremsmühlen mit Lütjenburg in der Holsteinischen Schweiz.

## Geschichte

### Anfangsjahre bis Ende des Zweiten Weltkrieges
Der Vertrag zum Bau der Strecke wurde am 15. Mai 1888 unterzeichnet. Die Strecke wurde in mehreren Abschnitten eröffnet.
Die Bahn zweigte im 1866 errichteten Bahnhof Gremsmühlen von der durch die Altona-Kieler Eisenbahn-Gesellschaft erbauten Ostholsteinischen Eisenbahn (heute: Bahnstrecke Neumünster–Ascheberg, Bahnstrecke Kiel–Lübeck und Bahnstrecke Eutin–Neustadt) zwischen Neumünster und Neustadt in Holstein ab. Für den Bau der Strecke musste der Bahnhof Gremsmühlen 1893 umgebaut werden.

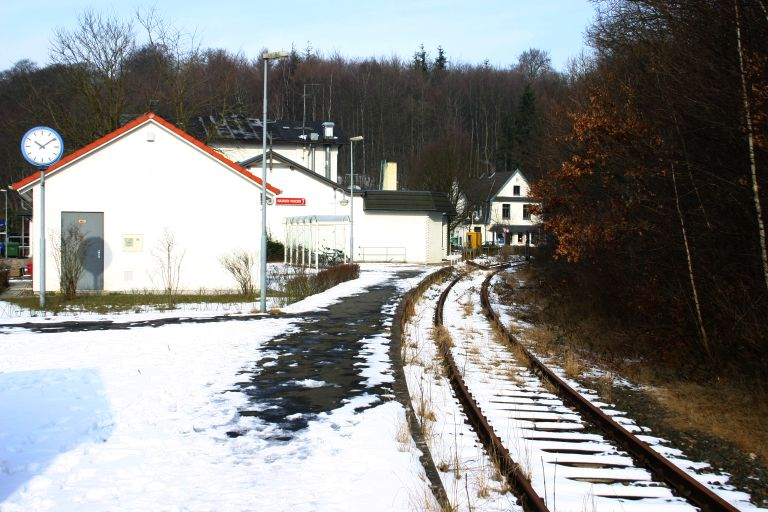
Bahnhof Bad Malente-Gremsmühlen im März 2006, Gleis in Richtung Lütjenburg

Danach lag der neu errichtete Bahnhof als Keilbahnhof zwischen den Bahnsteiggleisen für die Züge der Richtung Lütjenburg beziehungsweise Richtung Kiel und Lübeck. Am 17. November 1905 änderte die Direktion Altona den Namen der Station Gremsmühlen in Malente-Gremsmühlen, um die häufigen Verwechslungen mit Grevesmühlen (Mecklenburg) zu vermeiden.
Im Sommer 2004 wurde die Anschlussweiche in Richtung Lütjenburg abgebaut.
Erster Endpunkt der Strecke war von der Eröffnung am 8. Dezember 1890 bis zum 1. Juni 1891 die Haltestelle Kletkamp. Ab diesem Zeitpunkt wurde die Strecke bis zum Haltepunkt Schmiedendorf am Stadtrand von Lütjenburg verlängert. Er war bis zum 14. Oktober 1892 Endstation der Strecke. Dann wurde das restliche Teilstück bis zum Endbahnhof Lütjenburg eröffnet, Schmiedendorf wurde aufgelassen.
Der einzige Gleisanschluss im Streckenverlauf war in Malkwitz (km 6,90). Er diente einer Ziegelei, wurde um 1890 in Betrieb genommen und bis Anfang der 1970er Jahre bedient.
Der Bahnhof Holsteinische Schweiz am Kellersee wurde am 25. Mai 1890 eröffnet. Gleis 1 besaß eine Bahnsteigüberdachung, die 1896 wieder abgebaut wurde, um sie am Plöner Prinzenbahnhof (richtig: Plön-Parkstation) wieder aufzubauen. Seit 1910 steht diese Überdachung am Plöner Bahnhof.
In den Bahnhof Lütjenburg mit Drehscheibe, Lokschuppen mit Behandlungsanlagen, Kopf- und Seitenrampe mit Kran mündete von 1910 an die Kleinbahn Kirchbarkau–Preetz–Lütjenburg (KPL), deren Strecke am Lütjenburger Hausbahnsteig einmündete. Seit dieser Zeit gab es einen zweiten Bahnsteig. Die Kleinbahn besaß in Lütjenburg einen Lokschuppen mit Behandlungsanlagen. Für die Nutzung der Staatsbahngleise musste die KPL eine Nutzungsgebühr entrichten.
Nachdem die Kleinbahn 1938 ihren Betrieb einstellte, übernahm das Militär den Abschnitt Lütjenburg–Neuhaus als Anschlussgleis für den Seefliegerhorst Bellin am Selenter See. Die Bedienung des Anschlussgleises übernahm die Deutsche Reichsbahn bis 1942, danach wurden die Gleise abgebrochen.
Im Bahnhof Benz fand die Verwaltung der Reichsbahndirektion Stettin nach dem Kriegsende ihre Heimat. Die Auflösung der Direktion erfolgte im Juli 1945. Eine Gedenktafel am Stationsgebäude erinnert an die Auflösung.

### Bundesbahnzeiten und Niedergang des regulären Verkehrs

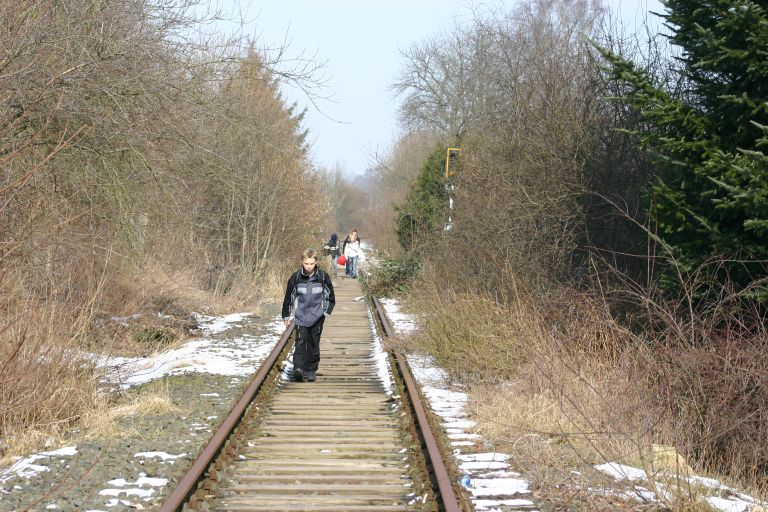
Am ehemaligen Haltepunkt Malente-Nord 2006.

Große Veränderungen auf der Strecke gab es in den 1960er Jahren, als für die bis zu 1.400 Tonnen schweren Militärzüge, die den Truppenübungsplatz in Todendorf in der Nähe von Lütjenburg bedienten, die Strecke erneuert werden musste. Für die bisher im Sandbett verlaschten Schienen wurden 1962/63 auf der gesamten Strecke solche vom Profil S 54 in ein neues Schotterbett verlegt und durchgehend verschweißt.
Zum Sommerfahrplan ab 23. Mai 1954 hielt der Schienenbus Einzug auf der Strecke. Die eingesetzte Baureihe VT 95 mit VB 142 wurde später von der  Baureihe VT 98 mit VS 98 abgelöst. Sie beherrschten das Streckenbild bis zur Einstellung des Personenverkehrs am 29. Mai 1976.
Mitte der 1990er Jahre endete der militärische Güterverkehr auf der Strecke. Diese wurde 1996 offiziell stillgelegt. Saisonale Dampfzüge der Relation Hamburg–Lütjenburg–Hamburg befuhren sie mit Sondergenehmigung noch bis ins Jahr 2000. Durch den Erwerb der Strecke durch die Mittenwalder Eisenbahn-Immobiliengesellschaft im April 2005 konnte die Strecke vor dem Abbruch bewahrt werden. Von 2006 bis 2008 gab es zwischen Bad Malente-Gremsmühlen und Benz Draisinenverkehr. Die Mittenwalder Eisenbahn-Immobiliengesellschaft verkaufte die Strecke am 15. September 2008 an die in Hameln ansässige DP Deutsche Privatbahn. 2008 wurde ein Großteil des Lütjenburger Bahnhofsgeländes zugunsten eines neuen Supermarkts abgerissen.

### Projekt 600-mm-Spur-Feldbahn und Museumsbetrieb

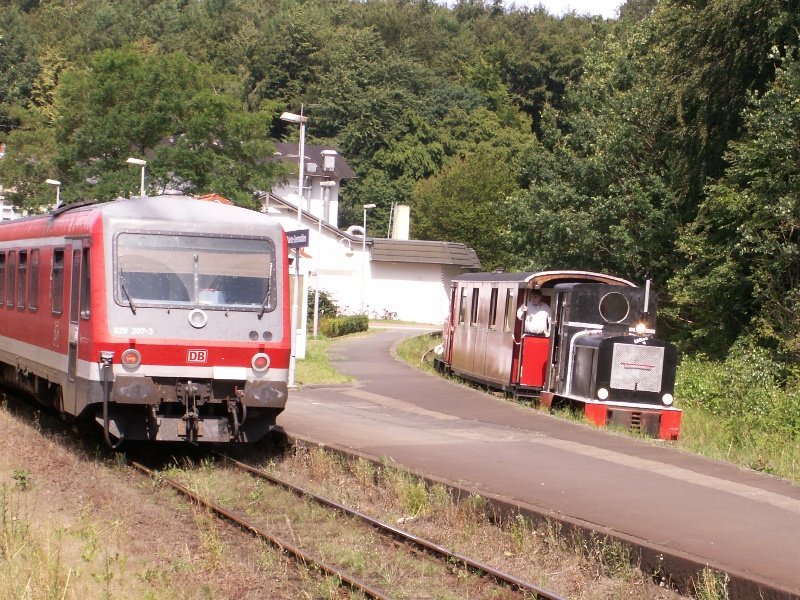
Schmalspur trifft Normalspur (2007)

Die Mittenwalder Eisenbahn-Immobiliengesellschaft verpachteten die Strecke 2006–2010 an die Feld- und Kleinbahn Betriebsgesellschaft gGmbH (FKBG, später KLBG), die früher die Museumsfeldbahn Wilde Erika betrieben und sich zwischenzeitlich vergebens um die Wiedererrichtung der Bahnstrecke Ellrich–Zorge bemüht hatte. Die FKBG spurte 2006 das Gleis zum ehemaligen Güterbahnhof in Malente auf 600 mm um und plante, ab 2009 die Gesamtstrecke umzuspuren und als Projekt „Hein Schüttelborg“ zu betreiben. Dafür erhielt die FKBG im November 2008 die Genehmigung als Eisenbahninfrastrukturunternehmen. Im April 2009 wurde dem Unternehmen die Genehmigung auf eigenen Antrag wieder entzogen, weil es organisatorisch, finanziell und technisch nicht in der Lage war, die mit diesem Status verbundenen Sicherheitsanforderungen zu erfüllen. Anschließend wollte die FKBG die Strecke als Bahn besonderer Bauart ohne behördliche Genehmigung betreiben. Ein Teilstück der Strecke wurde tatsächlich umgespurt, der Betrieb im Juni 2009 aufgenommen. Diesen Betrieb untersagte die Gemeinde Malente am 19. Juni 2009 wegen einer Gefahr für die öffentliche Sicherheit und Ordnung. Hiergegen eingelegte Rechtsmittel der KLBG hatten zunächst Erfolg. Der am 3. Juli 2010 erneut aufgenommene Betrieb wurde am 6. Juli von der zuständigen Eisenbahnaufsichtsbehörde verboten. Der Verkehr ruht seither. Die bis Bruhnskoppel umgespurte Strecke wurde auf Regelspur durch die Westfälische Almetalbahn (WAB) zurückgebaut. Obwohl das Landgericht die Umspurung untersagte, einigten sich die WAB und die KLBG darauf, den Pachtvertrag nachträglich aufzuheben. Das Projekt „Hein Schüttelborg“ wird nicht weiter verfolgt.
Die FKBG/KLBG setzte zwei Lokomotiven des Typs Deutz OMZ 122 F ein. Für die Personenbeförderung waren zwei gedeckte Wagen der ehemaligen Kleinbahnen in Ortelsburg und Znin, ferner vier aus Polen stammende offene Güterwagen mit Sitzbänken vorhanden.
Nach Ansicht des Fachmagazins „Die Museums-Eisenbahn“ hat die gescheiterte Geschäftstätigkeit der FKBG/KLBG in Malente viel Aufregung und Ärger hinterlassen, weil die Bahn ohne Genehmigung betrieben wurde und damit geltendes Recht gebrochen worden sei. Weder habe ein öffentliches Interesse an der 600-mm-Bahn vorgelegen noch habe das Unternehmen unter museologischen Aspekten etwas erreicht. Das von Naivität geprägte Projekt sei als „Bespaßung Weniger verpufft“.

### Touristische Nutzung als Draisinenbahn
Im März 2011 wurde die gesamte Strecke vom wuchernden Pflanzenbewuchs befreit. In Medienberichten wurde die Wiederaufnahme des Betriebs der Strecke angekündigt und die DP Deutsche Privatbahn wollte ab Mai 2012 Züge aus den 1950er Jahren täglich auf der Strecke zwischen Malente-Gremsmühlen und Lütjenburg fahren lassen. Jedoch konnten diese Pläne nicht umgesetzt werden und die EBC Eisenbahnbetriebs- und Consulting GmbH stellte als zuständiges Eisenbahninfrastrukturunternehmen Anfang Juli 2012 den Antrag auf Stilllegung der Strecke.
Die Bahnstrecke wurde von der Mittenwalder Eisenbahn-Immobiliengesellschaft zurückgekauft und sollte durch die Draisinenbahn Berlin/Brandenburg GmbH & Co. KG wieder als Draisinenbahn genutzt werden. Als Ausgangspunkte für die Draisinenfahrten waren sowohl Malente-Gremsmühlen als auch Lütjenburg angedacht. Von Malente aus sollte der Draisinenverkehr im Mai 2018 starten. Seit September 2019 wurden die Schienen wieder freigelegt und auf den offenen Streckenabschnitten ein provisorischer Draisinenverkehr eingerichtet.

### Aktuelle Entwicklungen
Am 12. September 2020 wurde der Verein „Schienenverkehre Malente-Lütjenburg e. V.“ gegründet. Vorsitzender des Vereins ist der Verkehrswissenschaftler Heiner Monheim. Der Verein verfolgt das Ziel des dauerhaften Erhalts der bestehenden Infrastruktur und die Reaktivierung der Bahnstrecke im SPNV und wird vom Fahrgastverband Pro Bahn sowie dem Verkehrsclub Deutschland (VCD) unterstützt. Unter Anleitung von Monheim wurde für die Reaktivierung ein Konzept mit Leichtfahrzeugen entwickelt, das eine stufenartige Reaktivierung vorsieht und als ersten Schritt die Draisinenbahn vorsieht. Lütjenburg und Malente erklärten anlässlich der Vereinsgründung beiderseits, dass die Bahnstrecke dauerhaft weiterhin erhalten und wieder reaktiviert werden soll.
2022 wurde die Bahnstrecke durch eine eigens hierfür gegründete Verwaltungsgesellschaft gekauft. Diese verfolgt das Ziel, die Strecke dauerhaft zu erhalten und in Kooperation mit den Kommunen und dem Verein Schienenverkehr Malente-Lütjenburg e. V. ein Stufenkonzept zur Reaktivierung umzusetzen. Als erste Stufe dieses Konzepts wurde die gesamte Strecke vom Bewuchs freigeschnitten. Im Sommer 2022 hat ein Draisinenverleih in Kooperation mit der Malente Tourismus- und Service GmbH seinen Betrieb aufgenommen.
Der Verein Historische Eisenbahn Holsteinische Schweiz (hehs) wurde 2022 gegründet. Zur Ermöglichung eines touristischen Verkehrs wurden 2023 die MAN-Schienenbusse T 23 und T 25 der Rhein-Sieg Eisenbahn erworben.
Neben der touristischen Nutzung wird die Bahnstrecke seit 2022 als Forschungsbahnstrecke für die Forschungsinitiative REAKT genutzt. In der Initiative wollen zahlreiche Hochschulen und Unternehmen unter Federführung der Christian-Albrechts-Universität zu Kiel auf der für regulären Bahnbetrieb nicht genutzten Strecke Projekte zur Erforschung von innovativen Bahntechnologien im ländlichen Raum durchführen. Diese sollen neben KI und autonomen Fahren auf der Schiene auch Projekte der Leit- und Sicherungstechnik sowie die Entwicklung von innovativen Fahrzeugkonzepten umfassen. Für die Forschungsprojekte wurde 2022 ein Rahmen-Nutzungsvertrag zunächst bis 2029 abgeschlossen.
Angesichts der Stationierung von Luftabwehrraketen am Bundeswehrstandort Todendorf wird die Reaktivierung der Strecke für Raketentransporte diskutiert.

## Bahnhöfe und Haltepunkte
Folgende Bahnhöfe und Haltepunkte wurden bedient:
- Gremskamp (Flohmarkthalle) (ehemals Malente-Güterbahnhof)
- 0,00 Bad Malente-Gremsmühlen; ehemals betrieblich Keilbahnhof zwischen der Bahnstrecke Kiel–Lübeck und der hier behandelten Strecke; ab 31. Mai 1866
- 2,01 Malente-Nord (seit 13. September 2008 Eggersdorf); ab Sommer 1954
- 3,89 Holsteinische Schweiz; ab 25. Mai 1890: Der am Kellersee gelegene Bahnhof erhielt seinen Namen nach dem gleichnamigen Hotel. Gleis 1 besaß eine Bahnsteigüberdachung, die 1896 zum Plöner Prinzenbahnhof und 1910 zum Bahnhof Plön umgesetzt wurde.
- 5,49 Bruhnskoppel; ab 1890
- 6,72 Malkwitz; ab Sommer 1954
- 8,32 Benz; ab 1890
- 9,60 Flehm; ab Sommer 1955
- 11,15 Kletkamp; ab 8. Dezember 1890
- 13,00 Blekendorf; ab Sommer 1954
- 15,20 Friederikenthal; ab Sommer 1954
- 16,57 Schmiedendorf; ab 1. Juni 1891 bis 1. Oktober 1892[14][15]
- 17,26 Lütjenburg